# Marcellus Wiley

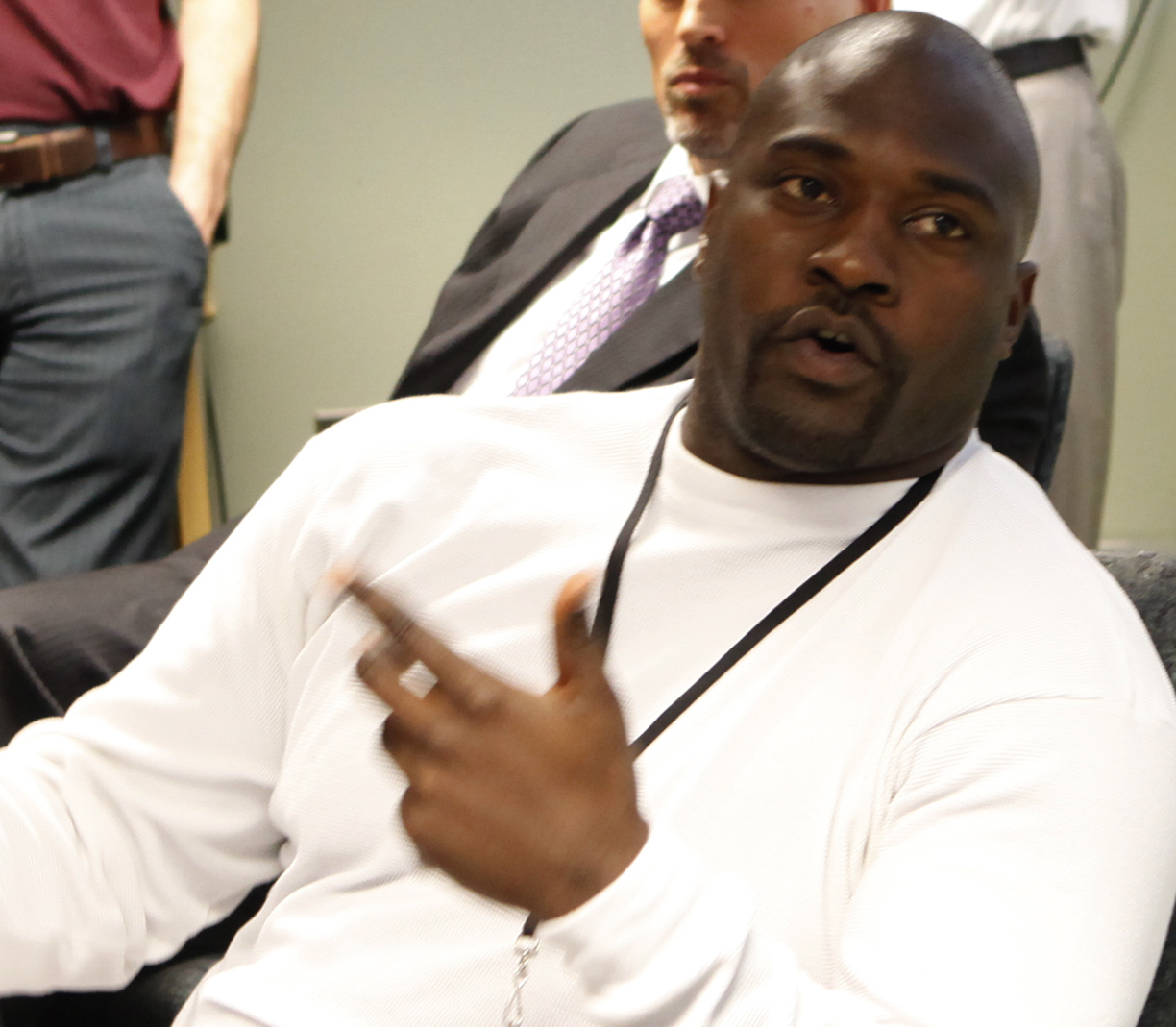
Marcellus Wiley (2010)

Marcellus Vernon Wiley Sr. (Compton, Califórnia, 30 de novembro de 1974) é um ex-jogador de futebol americano e jornalista esportivo norte-americano. Aposentou-se ele jogou dez temporadas na National Football League (NFL) para quatro equipes esportivas diferentes. Em 1997 jogou na Universidade de Columbia pelo Buffalo Bills. Depois de quatro temporadas com o Bills, ele jogou para o San Diego Chargers, Dallas Cowboys e Jacksonville Jaguars. Ele foi selecionado para a equipe em 2001, como um dos antigos jogadores veteranos da equipe de San Diego Chargers.
Ele atualmente é apresentador da SportsNation na ESPN com Michelle Beadle.